# Josef Alois Standl

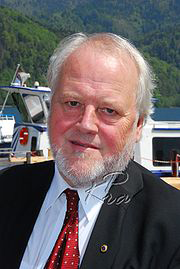
Josef Alois Standl

Josef Alois Standl (* 30. Juli 1945) ist ein österreichischer Journalist und Publizist.

## Leben
Von 1960 bis 1964 machte Standl eine Ausbildung zum Schriftsetzer. Weitere berufliche Tätigkeiten waren: Metteur bei den Salzburger Nachrichten, Druckereikalkulant bei der Druckerei Hackenbuchner in Salzburg und Angestellter in der Anzeigen- und Vertriebsleitung des Salzburger Volksblattes.
Seine journalistische Tätigkeit begann Standl 1971 bei der Braunauer Rundschau, deren Chefredakteur er später wurde. Die Salzburger Woche leitete er von 1980 bis 1990 als Chefredakteur. Von 1990 bis zu seiner Pensionierung 2010 war er Chefredakteur des Salzburger Bauer, des Österreichischen BauernJournal, des BauernJournals West und von natürlich.salzburg.
Darüber hin aus war Standl auch Leiter der Stabsstelle für Öffentlichkeitsarbeit der Landwirtschaftskammer Salzburg. Sein Nachfolger in beiden Positionen heißt Wolfgang Dürnberger. Neben seinem Beruf bildete sich Standl stetig weiter, so absolvierte er 1986 die Berufsreifeprüfung für die Fächer Publizistik und Kommunikationswissenschaften sowie für Politikwissenschaften und Rechtswissenschaften an der Universität Salzburg. 2007 beendete Standl das Studium der Kommunikationswissenschaften mit dem akademischen Grad „Bakkalaureus der Kommunikationswissenschaft“. Seit 2002 ist er Professor.
Neben Ehrungen durch die Republik Österreich und das Land Salzburg, bekam er auch einige Journalistenpreise. Standl ist außerdem Gründungspräsident der literarischen Georg-Rendl-Gesellschaft und Vizepräsident der Stille-Nacht-Gesellschaft.

## Werke (Auswahl)
- Stille Nacht! Heilige Nacht! Die Botschaft eines Liedes, das die Menschen dieser Welt berührt. Oberndorf, Verlag Dokumentation der Zeit 1997
- …gib uns heute unser täglich Brot. Innviertler Bauern im Wandel der Zeit. Oberndorf, Verlag Dokumentation der Zeit 1998
- mit Hellmut Dreiseitl, Hans-Georg Stallmann, Veronika Schmeikal: Salzburger Obst- und Bauerngartl. Praxishandbuch Gartenarbeit nach dem Mondkalender. Oberndorf, Verlag Dokumentation der Zeit 1999